# شهرستان همبل (تنسی)
شهرستان همبل، تنسی (به انگلیسی: Hamblen County, Tennessee) یک سکونتگاه مسکونی در ایالات متحده آمریکا است که در تنسی واقع شده‌است.

## خصوصیات
شهرستان همبل ۴۵۵ کیلومترمربع مساحت دارد.